# Ацуґі (авіабаза)
Авіаба́за Ацуґі (англ. Naval Air Facility Atsugi, яп. 厚木海軍飛行場, (IATA: NJA, ICAO: RJTA)) — спільна військово-повітряна база Військово-морських сил США та флоту Сил Самооборони Японії, розташована поблизу міст Ямато і Аясе у префектурі Канаґава в Японії. Це найбільша авіабаза ВМС США у Тихому океані, на якій колись розміщувалися всі ескадрильї 5-го авіаційного палубного крила (CVW-5), які розгортаються з передовим американським авіаносцем на базі ВМС Йокосука.
Протягом 2017 і 2018 років ескадрильї літаків CVW-5 перебазувалися на авіабазу Корпусу морської піхоти Івакуні на заході Японії, залишивши лише дві вертолітні ескадрильї в Ацугі. На додаток до двох вертолітних ескадрилей CVW-5, авіабаза в Ацуґі також є пунктом постійної дислокації 51-ї вертолітної морської ударної ескадрильї (HSM-51), яка забезпечує загони вертольотів MH-60R для переміщення ракетних крейсерів ВМС США, есмінців з керованими ракетами та фрегатів на сусідній військово-морській базі Йокосука. Військовослужбовці, дислоковані в Ацугі, також працюють разом з колишнім військово-морським радіоприймальним пунктом Камісейа.
Військово-морські Сили Самооборони мають в Ацугі штаб повітряних сил флоту та 4-те авіакрило флоту.

## Історія
Командування авіації імперського флоту Японії побудувало базу в 1938 році для розміщення 302-ї винищувальної ескадрильї «Кокутай», однієї з найсильніших ескадрилей винищувачів під час Другої світової війни. Літаки, що базувалися в Ацуґі, збили понад 300 американських бомбардувальників у ході бомбардувань 1945 року. Після капітуляції Японії багато пілотів Ацуґі відмовилися виконувати наказ імператора Хірохіто скласти зброю і піднялися в небо, щоб розкидати листівки на Токіо та Йокогаму, закликаючи місцевих жителів чинити опір американцям. Згодом ці пілоти здалися і покинули Ацуґі.
Під час американської окупації на базі розміщувалися надлишки літаків з сусіднього Кемп-Зама; її не було відремонтовано для обслуговування військового повітряного руху до Корейської війни. «Сібі» (будівельні батальйони ВМС) прибули на базу в 1950 році та підготували її до повторного відкриття в грудні того ж року як військово-морську авіабазу Ацуґі.
Військово-морська авіабаза Ацуґі була головною військово-морською авіабазою під час Корейської та В'єтнамської війни, обслуговуючи винищувачі, бомбардувальники та транспортні літаки.

## Галерея

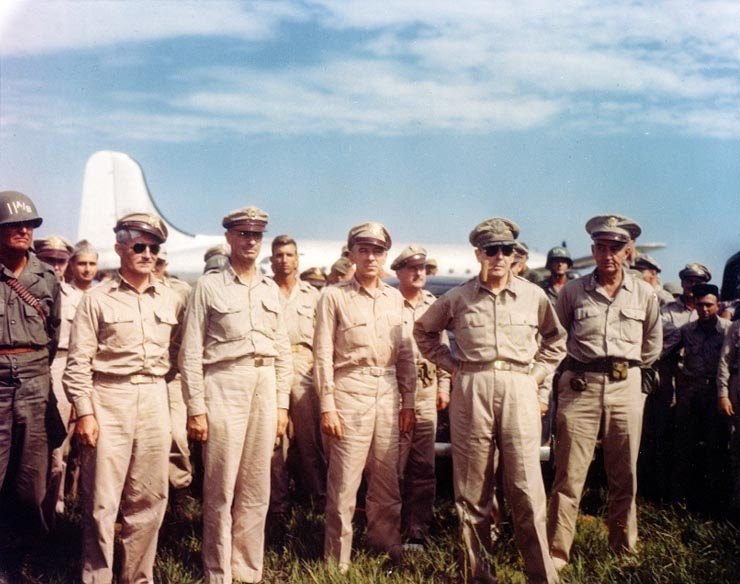
Прибуття генерала Макартура на авіабазу разом з американськими офіцерами. 30 серпня 1945
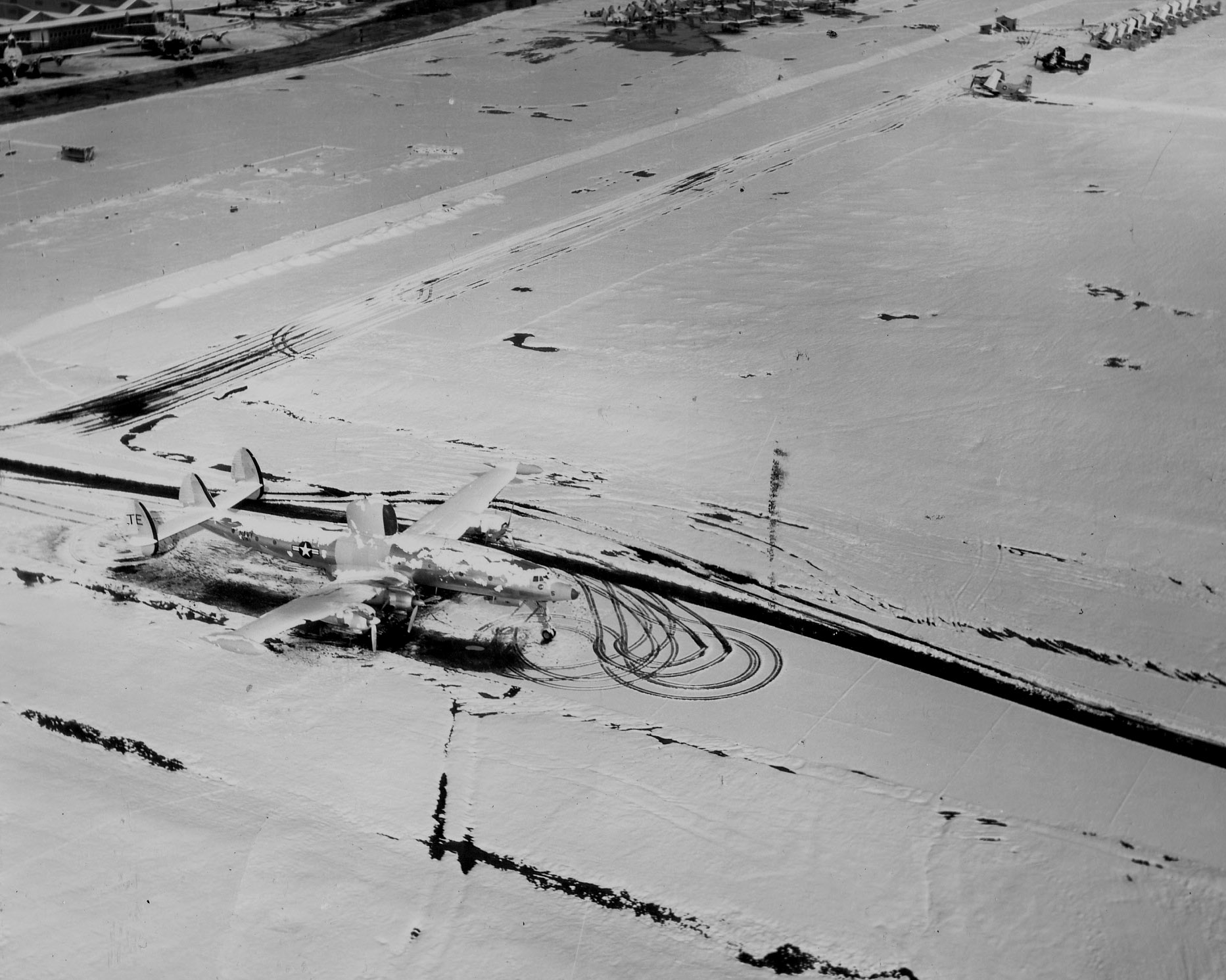
Літак раннього радіолокаційного виявлення Lockheed EC-121 Warning Star на ЗПС авіабази. 24 січня 1956
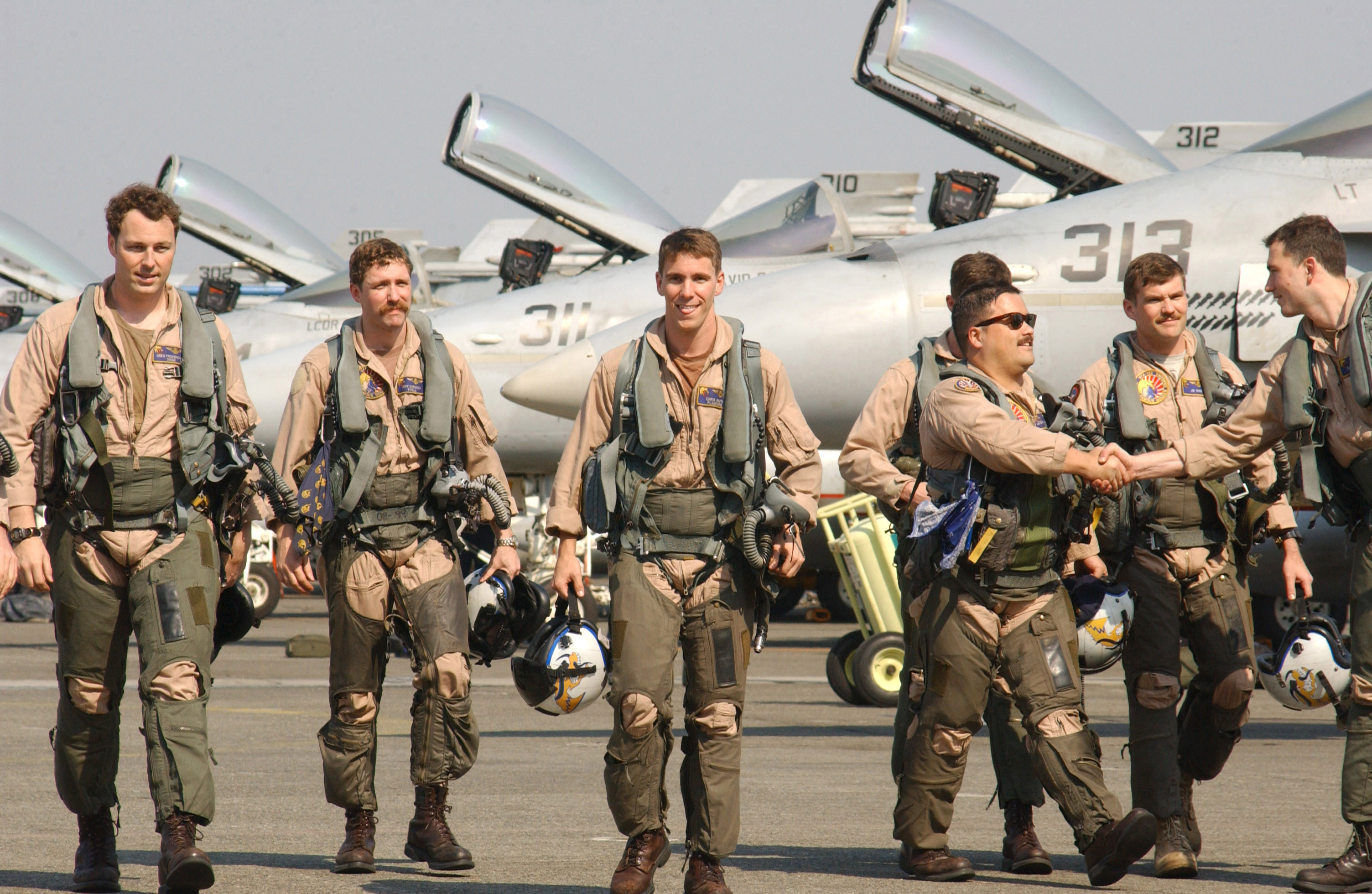
Пілоти винищувальної ескадрильї «Золоті Дракони» авіаносця «Кітті-Хок» після повернення з бойової місії в Іраку. 1 травня 2003
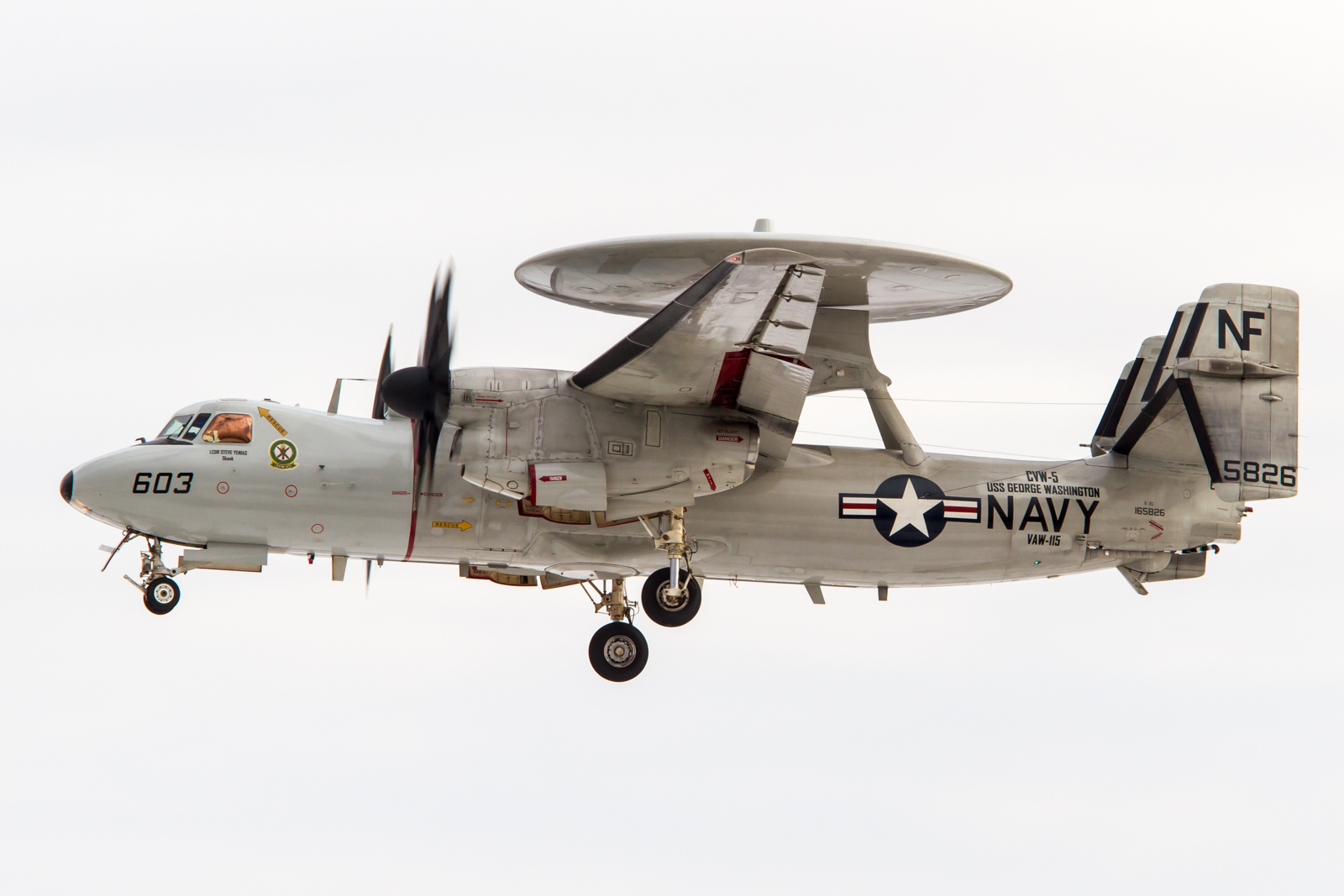
Американський літак ДРЛВ E-2C у польоті. 16 січня 2013
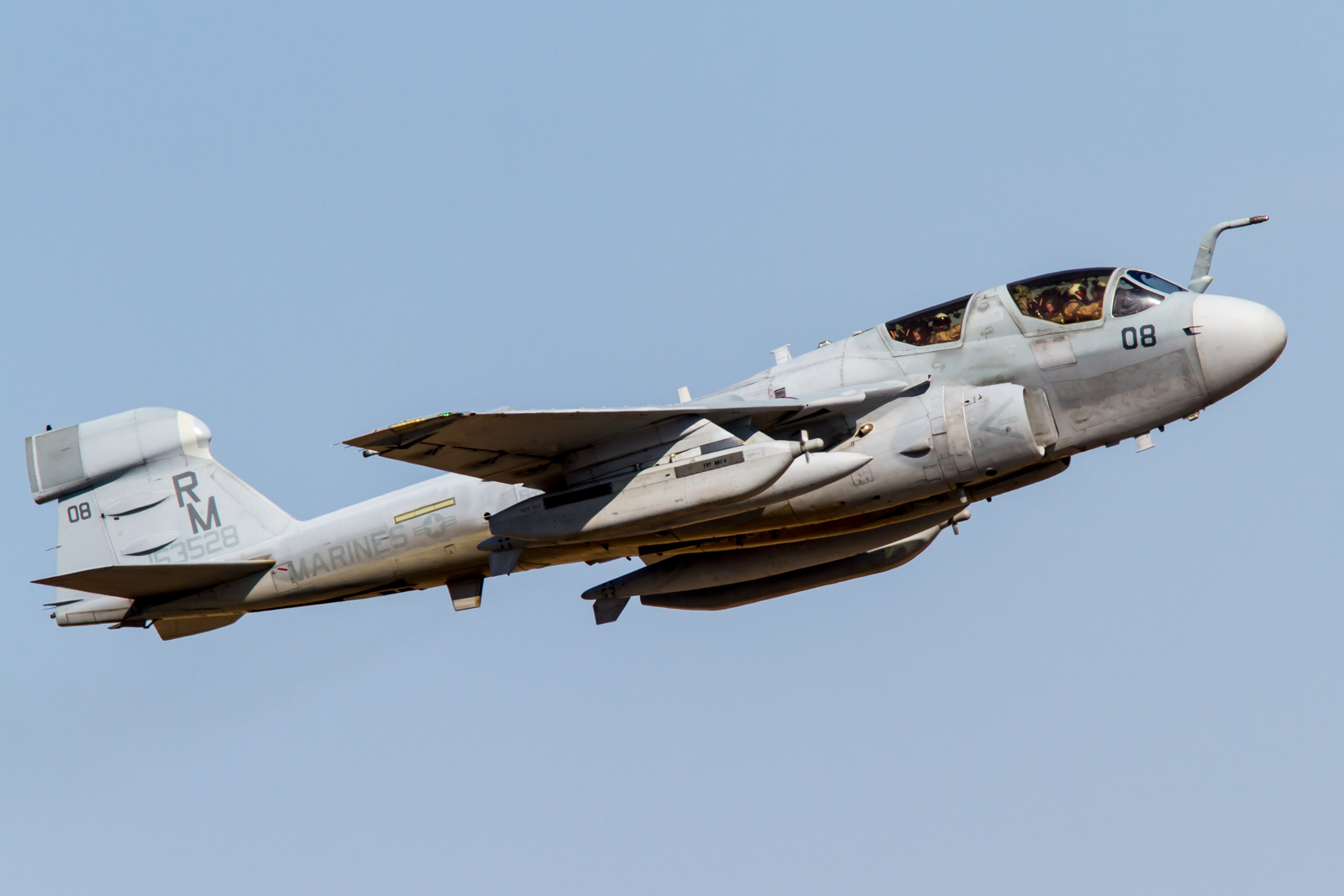
Зліт палубного літака радіоелектронної боротьби і протидії EA-6B з авіабази. 16 березня 2013
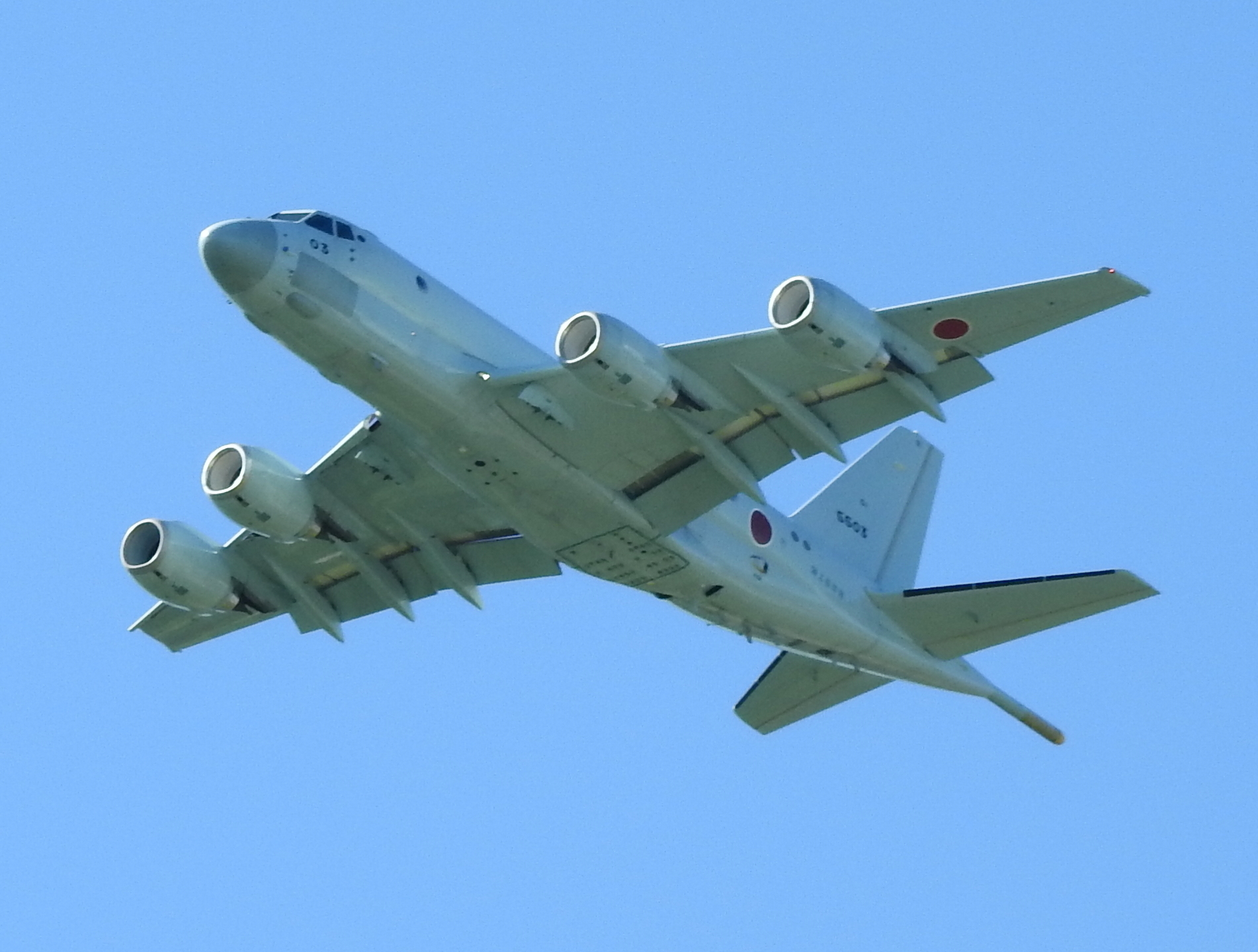
Японський морський патрульний літак Kawasaki P-1. 26 серпня 2016
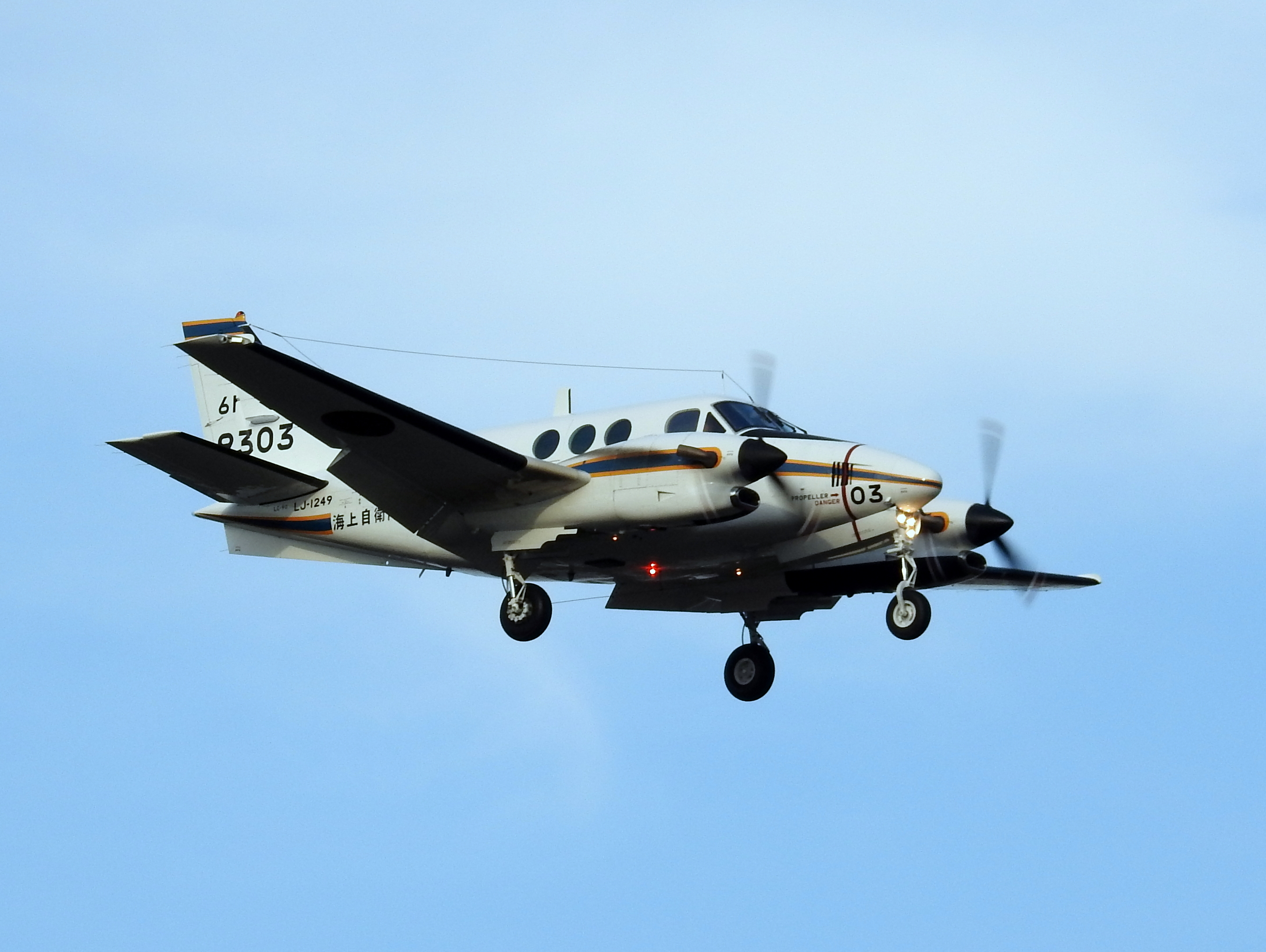
Приземлення японського літака LC-90 на авіабазі Ацуґі. 1 березня 2017
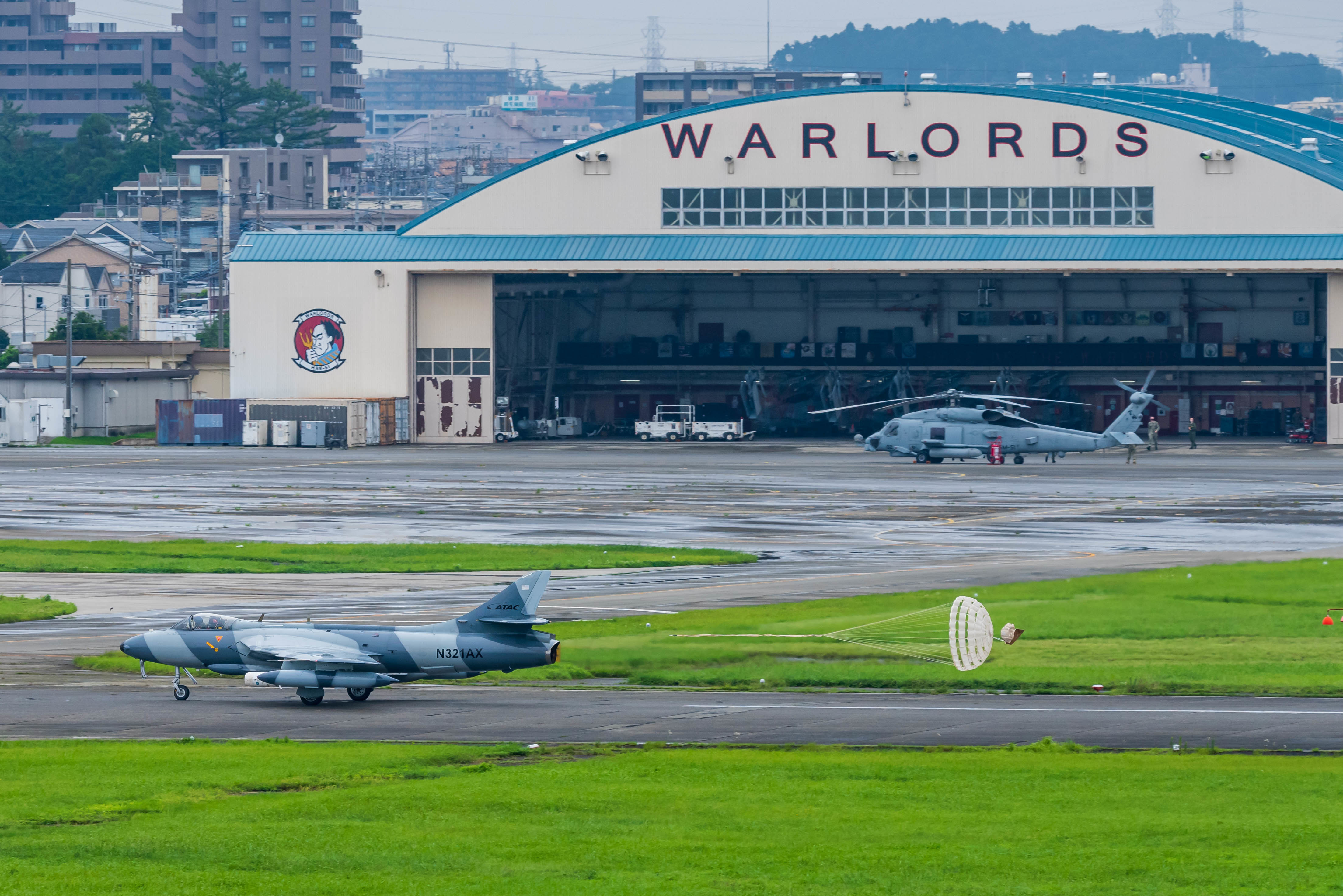
Британський винищувач-перехоплювач Hawker Hunter приземлюється на базу. 17 липня 2020
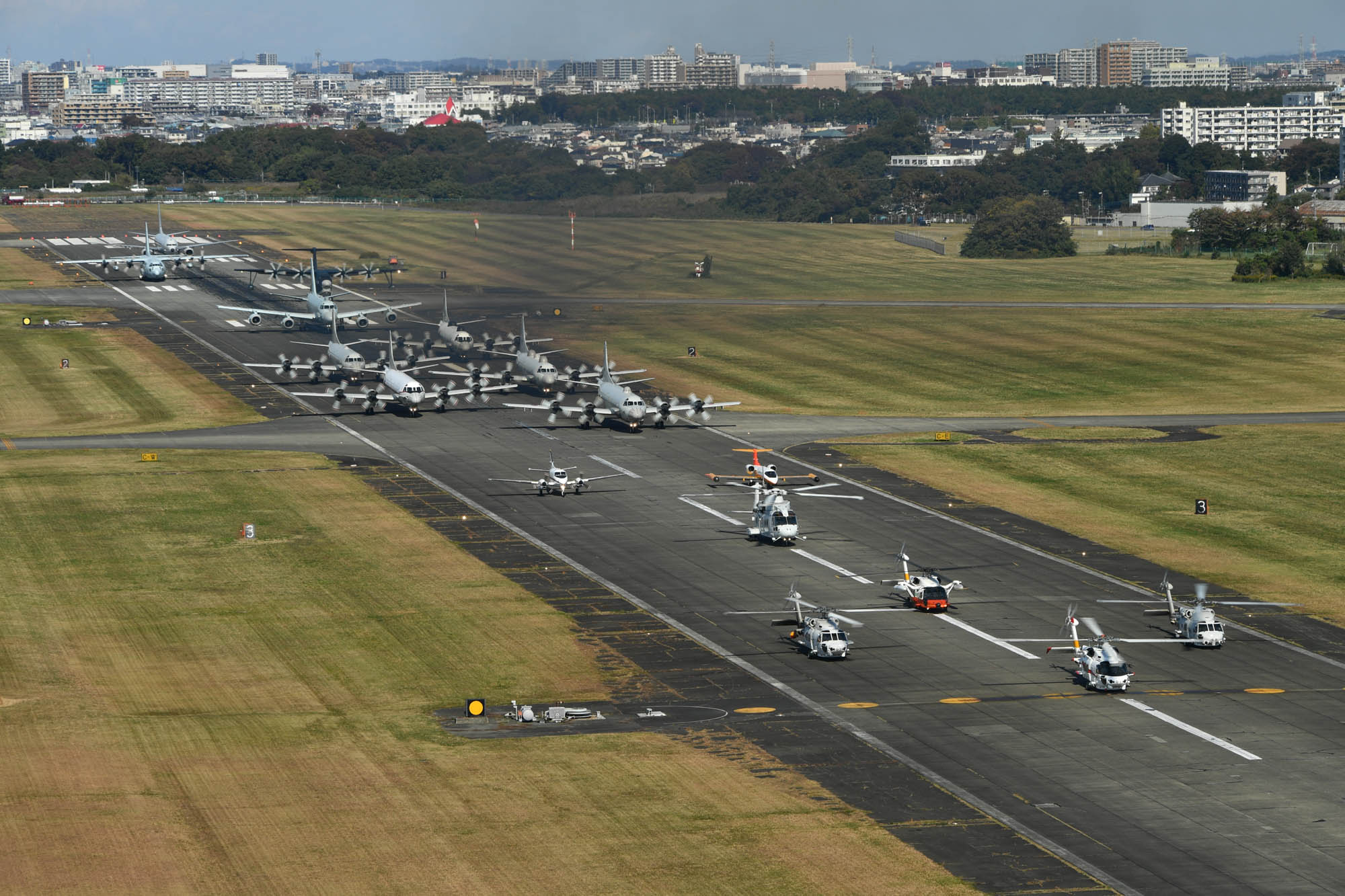
Японські літаки та вертольоти різного типу та призначення вишикувані на злітній смузі аеродрому. 3 листопада 2021
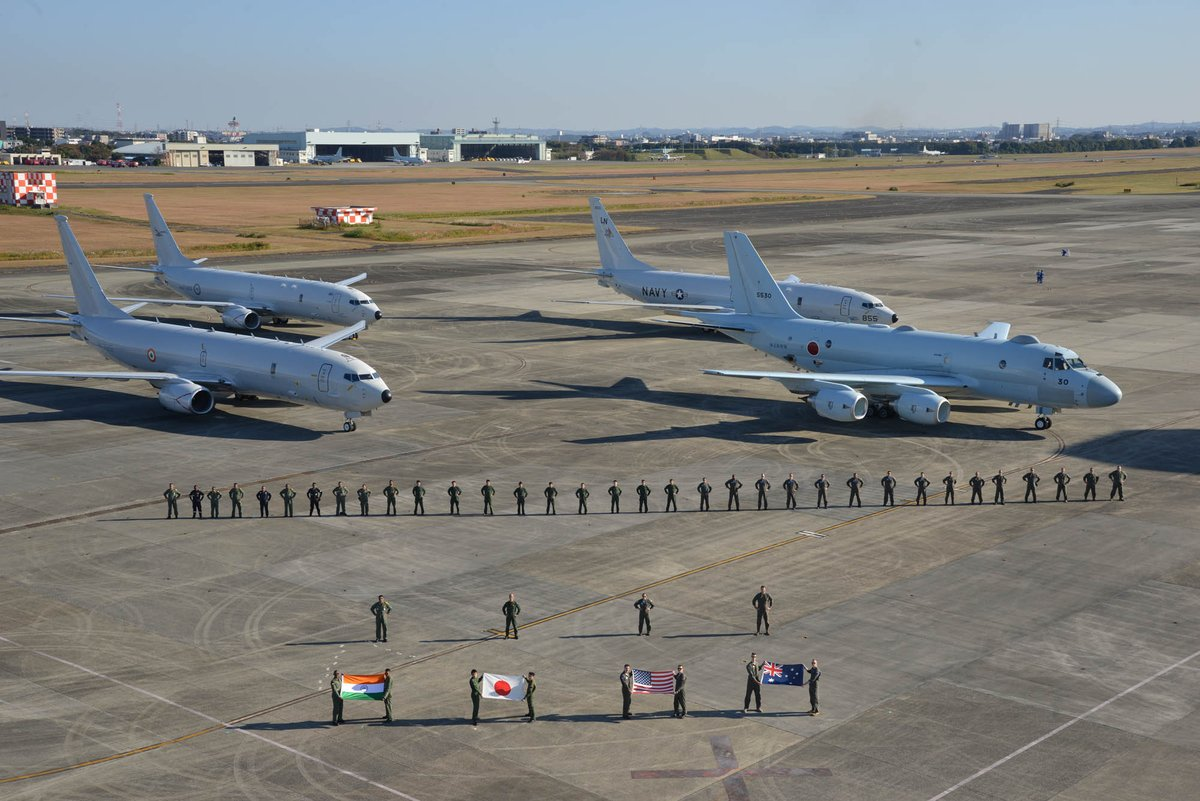
Спільні урочистості американської, австралійської, японської та індійської військової авіації на авіабазі Ацуґі. 8 листопада 2022